# Conclave (pel·lícula de 2024)
Conclave és una pel·lícula de suspens psicològic dirigida per Edward Berger i escrita per Peter Straughan, basada en la novel·la homònima de Robert Harris, publicada l'any 2016. El repartiment principal de la pel·lícula està conformat per Ralph Fiennes, Stanley Tucci, John Lithgow, Lucian Msamati, Carlos Diehz, Sergio Castellitto i Isabella Rossellini. S'ha doblat i subtitulat al català.
La pel·lícula es va estrenar als Estats Units el 25 d'octubre de 2024, distribuïda per Focus Features, i al Regne Unit el 29 de novembre del mateix any, a través de Black Bear UK. La pel·lícula va rebre comentaris molt positius per part dels crítics, amb elogis per les actuacions, la direcció, el guió i la cinematografia, i va recaptar 87 milions de dòlars a nivell mundial. Va ser considerada una de les deu millors pel·lícules de 2024 per la National Board of Review i l'American Film Institute. Entre altres guardons, va rebre nominacions a sis Globus d'Or, inclòs el de Millor Pel·lícula - Drama, i va empatar amb Wicked amb onze nominacions en els 30ns Premis de la Crítica Cinematogràfica, inclòs el de Millor Pel·lícula.

## Argument
Després que el papa mori d'un atac de cor, el Col·legi Cardenalici, sota el lideratge del cardenal degà Thomas Lawrence, es reuneix en conclave per triar el successor. Els quatre candidats principals són: Aldo Bellini, dels Estats Units, un liberal que està en la línia del difunt papa; Joshua Adeyemi, de Nigèria, un conservador social; Joseph Tremblay, del Canadà, un conservador convencional; i Goffredo Tedesco, d'Itàlia, un tradicionalista reaccionari.
El dia abans del conclave, Janusz Woźniak, el prefecte de la Casa Pontifícia, afirma que el difunt papa va exigir la dimissió de Tremblay la nit de la seva mort, cosa que Tremblay nega enèrgicament, i Bellini deixa clar que la seva posició és la d'impedir que Tedesco es converteixi en papa. El Col·legi, mentrestant, se sorprèn amb l'arribada a última hora de Vincent Benítez, que havia estat nomenat en secret arquebisbe de Kabul un any abans.
Lawrence fa una homilia en què anima el Col·legi a abraçar el dubte i la incertesa. Alguns la interpreten com una declaració de les seves ambicions papals. En la primera votació, cap candidat s'acosta a la majoria requerida de dos terços. Adeyemi té un lleuger avantatge mentre que Bellini i Lawrence divideixen el vot liberal. Els conservadors es consoliden darrere d'Adeyemi, cosa que disgusta Bellini, que menysprea la seva homofòbia. A mesura que Adeyemi guanya impuls, l'assistent de Lawrence descobreix que Benítez era pròxim al difunt papa. Aquest va pagar el bitllet d'avió de Benítez a Suïssa per a una visita mèdica, que després va ser cancel·lada.
Després de la tercera votació, la germana Shanumi, una monja nigeriana, causa enrenou en enfrontar-se a Adeyemi en el refetor dels cardenals. Més tard, confessa a Lawrence que ella i Adeyemi van tenir una relació il·lícita, que va donar com a resultat el naixement d'un fill que ella va donar en adopció. Tot i que Lawrence té el deure de guardar el secret, una campanya de rumors fa descarrilar la candidatura d'Adeyemi. Bellini transfereix el seu suport a Tremblay per a bloquejar Tedesco.
La germana Agnes, la monja responsable de l'allotjament dels cardenals, informa Lawrence que Tremblay havia disposat que Shanumi fos traslladada al Vaticà. Tremblay ho confirma, però afirma que ho va fer a petició del papa i que no sabia de la connexió de Shanumi amb Adeyemi. Lawrence irromp en les dependències papals i descobreix documents que mostren que Tremblay va subornar els cardenals per obtenir vots. Bellini insta Lawrence a cremar els documents per tal d'evitar la protesta pública per la corrupció de l'Església, la qual cosa fa que Lawrence s'adoni que Bellini també va acceptar un suborn. Lawrence i Agnes revelen les accions de Tremblay als cardenals, destruint així la candidatura de Tremblay. Tedesco i Lawrence es converteixen en els únics candidats principals restants, encara que Benítez ha anat guanyant suport de manera constant, per a sorpresa de Lawrence.

## Repartiment
- Ralph Fiennes com el cardenal Thomas Lawrence
- Stanley Tucci com el cardenal Aldo Bellini
- John Lithgow com el cardenal Tremblay
- Isabella Rossellini com a germana Agnes
- Lucian Msamati com el cardenal Adeyemi
- Carlos Diehz com el cardenal Benítez
- Sergio Castellitto com el cardenal Tedesco
- Brían F. O'Byrne com a Monsenyor Raymond O'Malley, assistent de Thomas Lawrence
- Merab Ninidze com el cardenal Sabbadin
- Thomas Loibl com l'arquebisbe Mandorff
- Jacek Koman com l'arquebisbe Janusz Woźniak

## Producció
Al maig de 2022 es va anunciar que Ralph Fiennes, John Lithgow, Stanley Tucci i Isabella Rossellini protagonitzarien la pel·lícula, i queEdward Berger la dirigiria. Es va anunciar un càsting addicional al gener de 2023, quan va començar la producció a Roma. També es va anunciar que el rodatge es realitzaria a Cinecittà, i es preveia que acabés el març del mateix any.

## Música
El compositor alemany Volker Bertelmann va compondre la banda sonora de Conclave, la seva cinquena col·laboració amb Berger. En una entrevista amb IndieWire, Bertelmann va parlar sobre el desenvolupament d'un so que no fos «massa eclesiàstic [ni] clàssic», la qual cosa el va portar a l'experimentació amb instruments menys coneguts. Com a resultat, gran part de la partitura fa ús del Cristall Baschet, un cristalòfon que es toca amb les mans mullades. Es va utilitzar un enfocament similar per a la banda sonora de Bertelmann per a Res de nou a l'oest (2022) de Berger, en què es va utilitzar un harmònium.

## Estrena

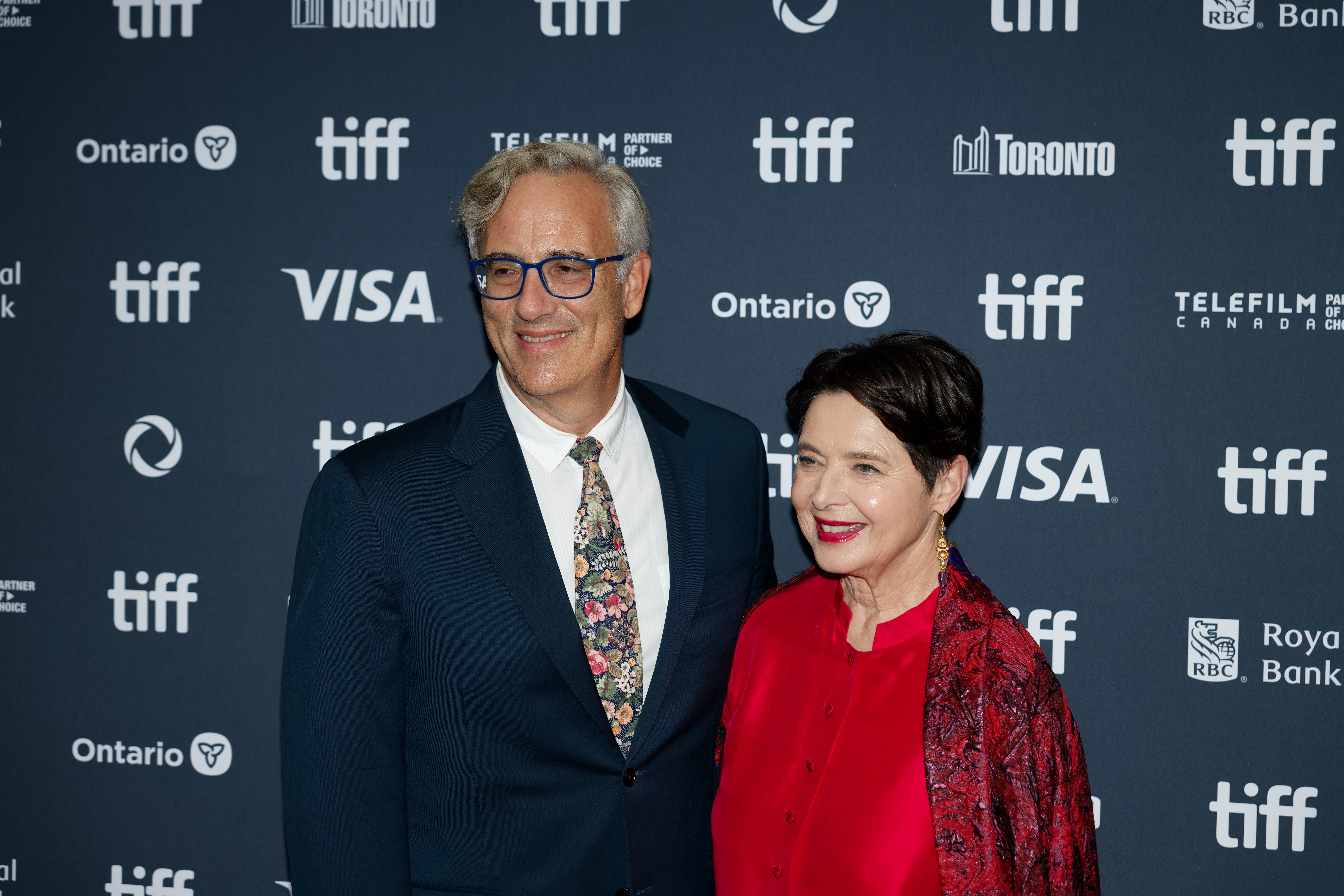
Michael Jackman i Isabella Rossellini durant l'estrena de la pel·lícula en el Festival Internacional de Cinema de Toronto. Rossellini va ser nominada en els Globus d'Or a la millor actriu de repartiment.

L'agost de 2022, es va revelar que la recentment fundada divisió de distribució britànica de Black Bear Pictures havia adquirit els drets de distribució de la pel·lícula al Regne Unit de FilmNation Entertainment, la qual cosa va servir com una de les seves primeres adquisicions i estrenes inaugurals al Regne Unit. L'empresa Elevation Pictures de Black Bear també actua com a distribuïdora canadenca.
Al novembre de 2023, Focus Features va adquirir els drets de distribució de la pel·lícula als Estats Units. Al juliol de 2024, Conclave es va anunciar com a part de la secció de Presentacions Especials del Festival Internacional de Cinema de Toronto de 2024 programat per al setembre de 2024. La pel·lícula es va estrenar als Estats Units en una estrena limitada en cinemes l'1 de novembre de 2024, abans d'expandir-se a una estrena àmplia la setmana següent. Posteriorment es va llançar al Regne Unit el 15 de novembre.